# Theatro Circo
Le Theatro Circo est un théâtre qui se trouve à Braga, au Portugal. Il a été inauguré le 21 avril 1915 avec l'opérette La reginetta delle rose de Ruggero Leoncavallo.

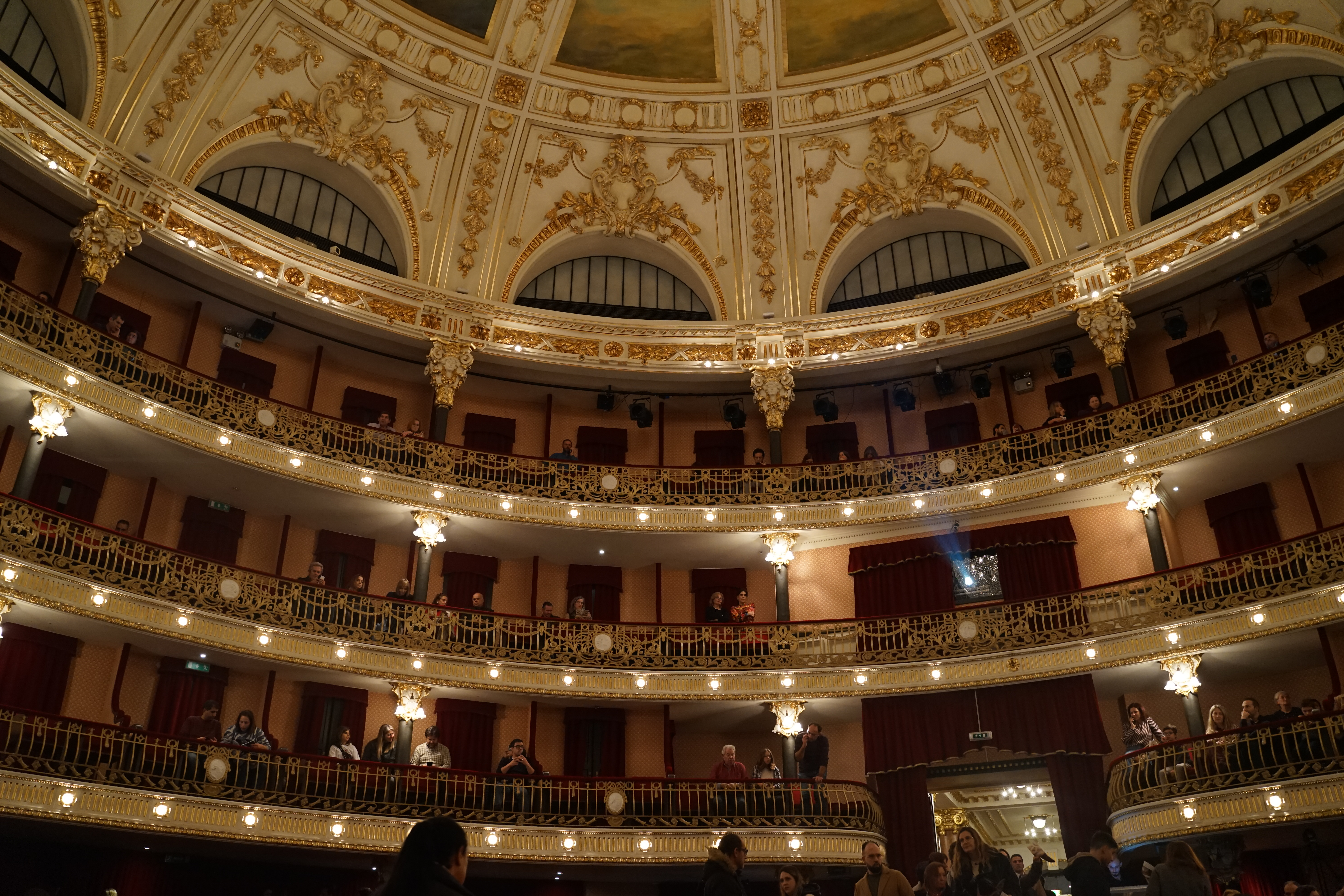
La salle

## Source de traduction
- (es) Cet article est partiellement ou en totalité issu de l’article de Wikipédia en espagnol intitulé « Theatro Circo » (voir la liste des auteurs).